# Leuronota calophylli
Leuronota calophylli är en insektsart som beskrevs av Miyatake 1972. Leuronota calophylli ingår i släktet Leuronota och familjen spetsbladloppor. Inga underarter finns listade i Catalogue of Life.